# Только для членов
«Только для членов» (англ. Members Only) — американский телевизионный сериал, созданный Сюзанной Грант и Дэвидом О. Расселлом, который планировался к показу на ABC в сезоне 2014/15 года. В центре сюжета находится взаимоотношения богатых и бедных в престижном загородном клубе. Шоу было закрыто каналом до выхода в эфир, несмотря на производство нескольких эпизодов.

## Производство
ABC заказал съемки безымянного сериала, разработанного отмеченными наградами сценаристами Дэвидом О. Расселлом и Сюзанной Грант, из тринадцати эпизодов в 22 января 2014 года, обойдя стадию производства пилота. Производством занялись ABC Studios и CBS Television Studios, в то время как Расселл, Грант, Карл Беверли и Сара Тимберман заняли позиции исполнительных продюсеров. Сюзанна Грант тем временем выступила сценаристом первого эпизода. Сама концепция описывалась как современная мыльная опера о богатых и бедных, в стиле классической драмы «Вверх и вниз по лестнице», которая фокусируется на престижном загородном клубе, где отдыхает элита и работают неимущие, вокруг которого и разворачивается действие истории.
26 февраля 2014 года, спустя месяц после заказа сериала, Дэвид О. Расселл покинул пост исполнительного продюсера, по заявлениям в прессе из-за творческих разногласий в сценарии с Сюзанной Грант, которая является автором пилотного эпизода. Одновременно с этим сериал обрёл название «Клуб» и начался кастинг актёров на основные роли. Молодая актриса Калли Эрнандес первой присоединилась к проекту в роли одного из работников клуба, которая тайно ворует деньги со счетов. Следом ещё один начинающий актёр получил регулярную роль в сериале, Крис Конрой, в роли богатого наследника. 24 марта Бетси Брандт присоединилась в роли жены одного из владельцев клуба, а днём позже было объявлено, что Мария Кэнелс-Баррера будет играть управляющую клуба. Борис Коджо двумя днями позже присоединился к шоу в роли известного футболиста. Кастинг вскоре был остановлен и проект был отправлен на переработку, в итоге минуя новости майского апфронта канала оставался замороженным. В июле производство было возобновлено, а кастинг продолжился. Люк Митчелл и Джейми Ли Киршнер присоединились к шоу в ролях нового сотрудника и жены Дикона, соответственно. Майкл Лэндис затем был утвержден на одну из ведущих мужских ролей, вдовца и отца двоих детей. 4 августа было объявлено, что Натали Зиа подписалась на ведущую роль в проекте. Месяц спустя было объявлено, что Джон Стэймос будет играть роль её мужа-миллионера.

## Актёры и персонажи

### Основной состав
- Натали Зиа — Микки Холбрук
- Джон Стэймос — Рэнди
- Бетси Брандт — Лесли Холбрук
- Майкл Лэндис — Малькольм
- Крис Конрой — Форти Холбрук
- Борис Коджо — Дикон Харрис
- Джейми Ли Киршнер — Диана Харрис
- Мария Кэнелс-Баррера — Ильда
- Калли Эрнандес — Ана
- Люк Митчелл — Джесси
- Эмджей Энтони — Эван

### Второстепенный состав
- Джон Каллум — Уинстон Холбрук III, 79-летний отец Микки
- Бейли Нобл, Ребекка Форсайт и Девин Смит — 17-летние дочери-тройняшки Микки и Рэнди
- Саманта Логан — Имэни Роджерс
- Тедди Сирс — Джедди